# نهائي كأس خادم الحرمين الشريفين 2024
نهائي كأس خادم الحرمين الشريفين 2024 هي المباراة النهائية لمسابقة كأس خادم الحرمين الشريفين 2023–24، من البطولة التاسعة والأربعين من مسابقة كأس خادم الحرمين الشريفين منذ انطلاقتها عام 1957، والنهائي السابع عشر منذ عودة المسابقة عام 2008 بشكل بطولة مستقلة، التي ينظمها الاتحاد السعودي لكرة القدم، تحت رعاية خادم الحرمين الشريفين الملك سلمان بن عبدالعزيز آل سعود، أقيمت المباراة النهائية يوم الجمعة 23 ذي القعدة 1445 هجرية الموافق 31 مايو 2024 لتحديد الفريق الفائز بالبطولة، بين نادي الهلال ونادي النصر على كأس خادم الحرمين الشريفين للموسم الرياضي 2023–24، على ملعب مدينة الملك عبد الله الرياضية في جدة، وصل طرفي نهائي أغلى البطولات السعودية حين صعد نادي الهلال من الرياض وصل الطرف الأول إلى الدور النهائي من البطولة بعد فوزه على نادي الاتحاد في الدور نصف النهائي بهدفين مقابل هدف على ملعب مدينة الملك عبد الله الرياضية في مدينة جدة، فيما صعد الطرف الثاني نادي النصر بتأهله إلى نهائي كأس خادم الحرمين بعد فوزه على نادي الخليج بنتيجة 3-1، في اللقاء الذي جمع بينهما يوم الأربعاء 01 مايو 2024 على ملعب الأول بارك في مدينة الرياض، يذكر أن تاريخ المواجهات الفريقين في مسابقة نهائيات كأس خادم الحرمين الشريفين شهدت خمسة مواجهات، حقق نادي الهلال اللقب في ثلاثة نهائيات منها عام 1989، 2015، 2020، وفاز نادي النصر باللقب في نهائي عام 1981، 1987.
نيابة عن خادم الحرمين الشريفين الملك سلمان بن عبد العزيز آل سعود، توًّج صاحب السمو الملكي الأمير محمد بن سلمان بن عبد العزيز آل سعود ولي العهد رئيس مجلس الوزراء فريق الهلال بكأس خادم الحرمين الشريفين للموسم الرياضي 2023-2024، وذلك عقب المباراة الختامية التي جمعت الفريقين وانتهت لصالح نادي الهلال بركلات الترجيح بنتيجة 5 ـ 4 بعد تعادل مثير بهدف لكل منها في مباراة شهدت ثلاث حالات طرد.
وقاد تألق الحارس المغربي ياسين بونو نادي الهلال بالتتويج باللقب الحادي عشر في تاريخه، لتصديه لعديد من الفرص الهجومية لنادي النصر خصوصا بعد طرد قلبي الدفاع علي البليهي والسنغالي خاليدو كوليبالي وطوال أشواط المباراة حيث امتدت لشوطين إضافيين، بعد الوصول المباراة إلى الركلات الترجيحية تصدى لركلتي جزاء ترجيحية من لاعبي نادي النصر، الركلة الأولى ضد اللاعب علي الحسن التي كانت الركلة الحاسمة للتتويج نادي النصر باللقب وتصديه لركلة الأخيرة التي سددها اللاعب الشاب مشاري النمر بعد أن امتدت التسديدات إلى الركلة السابعة لكل فريق، إثرها بونو جائزة أفضل لاعب في المباراة النهائية لكأس كأس خادم الحرمين الشريفين.
يعتبر هذه الحدث ثالث نهائي يصل إليه نادي الهلال على التوالي وأيضا ثالث نهائي يلعبه الهلال وصول إلى الركلات الترجيحية لتحديد الفريق الفائز في نهائي كأس خادم الحرمين الشريفين حيث سبق أن توج في واحدة من أمام نادي الوحدة وخسر النهائي الأخر من أمام نادي الفيحاء، سبق لنادي الهلال الوصول إلى 18 نهائي بمسابقة كأس خادم الحرمين الشريفين، توج في 10 نهائيات منها. وخامس نهائي يتوج فيه الهلال في مسابقة كأس خادم الحرمين الشريفين بمدينة جدة بعد نهائي عام 1989، 2015، 2017، 2023.

## مكان

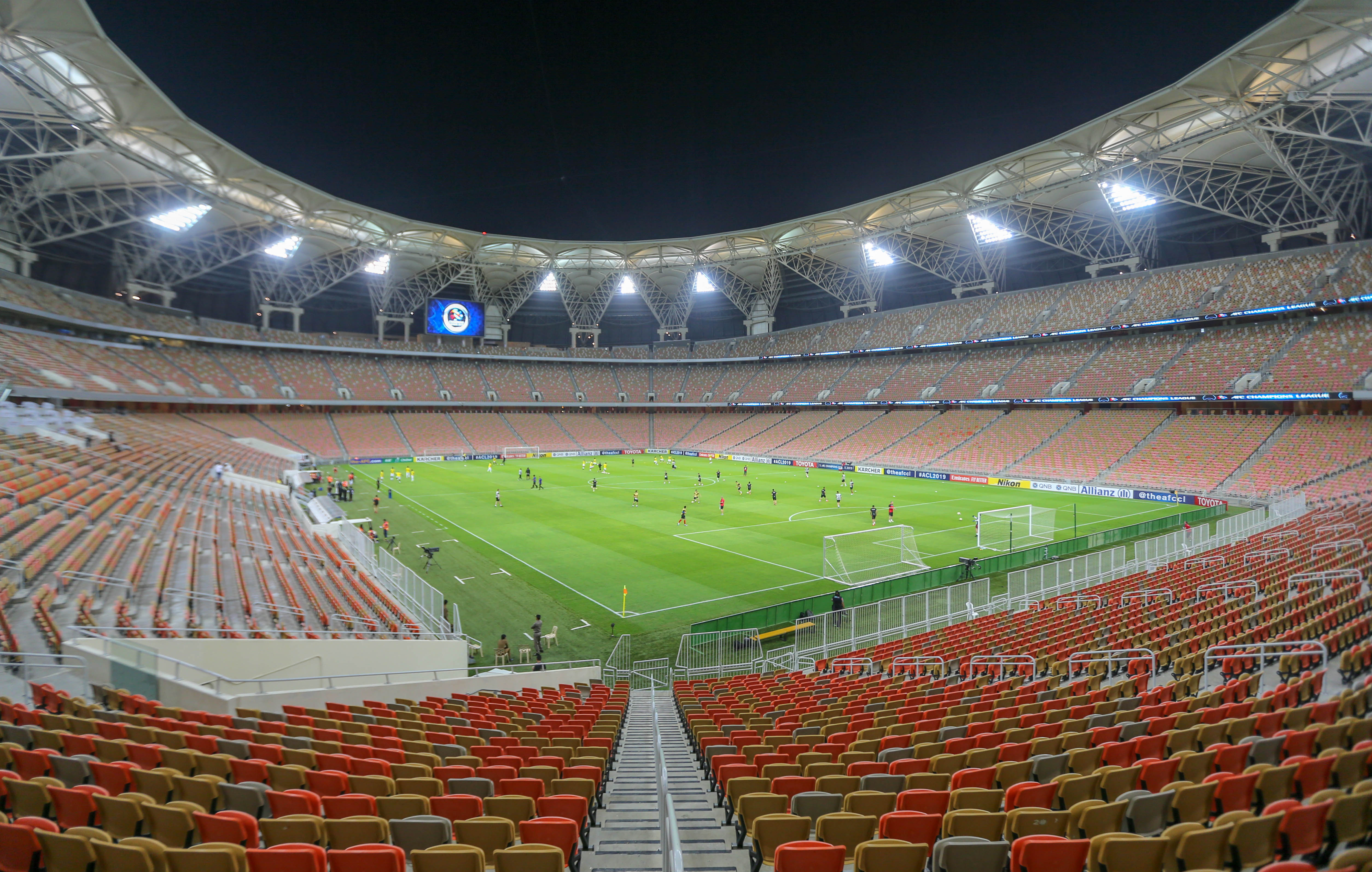
مدرجات الملعب

مع إقرار مشروع توسعة استاد الأمير عبدالله الفيصل في جدة عام 2012، ودخوله مرحلة الصيانة حيث كانت مباراة الاتحاد والشعلة التي أقيمت في 22 نوفمبر 2012، آخر مباراة احتضنها ملعب الأمير عبدالله الفيصل ضمن مسابقة دوري زين السعودي للمحترفين موسم 2012-2013، فيما كانت مباراة الأهلي والاتحاد في 31 أكتوبر 2012 ضمن إياب نصف نهائي دوري أبطال آسيا 2012 آخر مباراة دولية لعبت على ميدانه، وعدم وجود ملعب بديل في محافظة جدة باستمرار الأعمال الصيانة فيه مما تسبب في توقف الأنشطة الرياضية على الملعب واضطرّ أندية الاتحاد، الأهلي، الربيع إلى لعب مبارياتها على مدينة الملك عبدالعزيز الرياضية بالشرائع في مكة المكرمة. تعتبر آخر استضاف نهائي مسابقة كأس خادم الحرمين على ملعب الأمير عبدالله الفيصل هو نهائي كأس خادم الحرمين الشريفين للأبطال 2012، بعد عام تقريبا ومع افتتاح ملعب مدينة الملك عبد الله الرياضية المعروف بملعب الجوهرة في 01 مايو 2014 عادت مدينة جدة لاستضافة النهائيات حيث شهد ملعب الجوهرة أول نهائي بطولة خادم الحرمين الشريفين بين فريقي الأهلي والشباب على كأس خادم الحرمين الشريفين للموسم 2013-2014 وانتهت حينها شبابية بثلاثية نظيفة كأول فريق يحقق لقباً في هذا الملعب، بحضور خادم الحرمين الشريفين الملك عبد الله رحمه الله. أقيم بعدها أربع نهائيات خادم الحرمين الشريفين حيث استضاف الملعب نهائيات كأس خادم الحرمين الشريفين أعوام 2015، 2016، 2017، 2018، ومن ثم أقيمت نهائيات كأس خادم الحرمين الشريفين لثلاث موسم متتالية بإستاد الملك فهد الدولي بالرياض لأول مرة منذ افتتاح ملعب الجوهرة ليغيب عنه استضافة النهائي خلال تلك الفترة وبذلك استضافه الملعب 5 نهائيات متتالية. وعاد ملعب مدينة الملك عبد الله بجدة لاستضافت النهائيات عامي 2020، 2021 و يتبعه النهائي الحالي للمرة الثالثة على التوالي ويستضيف ملعب مدينة الملك عبد الله بجدة نهائي مسابقة كأس خادم الحرمين الشريفين لهذا العام، للمرة الثامنة لمسابقة كأس خادم الحرمين الشريفين منذ افتتاحه.

## عن الفريقين
| الفريق | نهائيات سابقة (يشير الرقم والخط العريض لسنوات الفوز)                                                            |
| ------ | --- |
| الهلال | 10 (1962، 1964، 1965، 1969، 1977، 1980، 1981، 1982، 1984، 1985، 1987، 1989، 2010، 2015، 2017، 2020، 2022، 2023) |
| النصر  | 6 (1967، 1971، 1973، 1974، 1976، 1981، 1986، 1987، 1989، 1990، 2012، 2015، 2016، 2020)                          |

## الطريق إلى النهائي
|         |         | الهلال                            |         | مشوار الفريقين       |         | النصر                        |         |                |
| النتيجة | المنافس | الملعب                            | المدينة | الجولة               | المدينة | الملعب                       | المنافس | النتيجة        |
| 0 - 1   | الجبلين | ملعب الأمير عبد العزيز بن مساعد   | حائل    | دور الثاني والثلاثين | جدة     | استاد الأمير عبد الله الفيصل | أحد     | 1 - 5          |
| 3 - 0   | الحزم   | ملعب الملك فهد الدولي             | الرياض  | دور الستة عشر        | الرياض  | الأول بارك                   | الاتفاق | 1 - 0 (ب.و.إ.) |
| 3 - 0   | التعاون | مدينة الأمير فيصل بن فهد الرياضية | الرياض  | ربع النهائي          | الرياض  | استاد نادي الشباب            | الشباب  | 2 - 5          |
| 1 - 2   | الاتحاد | مدينة الملك عبد الله الرياضية     | جدة     | نصف النهائي          | الرياض  | الأول بارك                   | الخليج  | 3 - 1          |

## المباراة

### تفاصيل قبل المباراة
حسب الاجتماع الفني الذي يسبق مباراة النهائي تحدد ظهور نادي الهلال⁩ بالطقم الأزرق الكامل ⁧وظهور نادي النصر بالطقم الأصفر الكامل. أعلنت لجنة الحكام الرئيسية بالاتحاد السعودي لكرة القدم اختيار الحكم الأرجنتيني داريو هيريرا لإدارة المباراة بين نادي الهلال ونادي النصر في نهائي كأس خادم الحرمين الشريفين مساء يوم الجمعة على أرضية ملعب مدينة الملك عبد الله الرياضية. عرف الحكم الأرجنتيني بكثرة إخراجه للإنذارات الصفراء والحمراء، منها مباراة السوبر كلاسيكو الأرجنتيني بين نادي ريفر بليت وبوكا جونيورز يوم 07 مايو 2023 ضمن الجولة 15 من الدوري الأرجنتيني لكرة القدم على ملعب مونومنتال، وإشهاره سبع بطاقات صفراء في الشوط الأول، وهو رقم أعلى من المتوسط، ونهاية درامية بسبب ركلة جزائية وفرحة هدف بطريقة استفزازية اخرجت الوضع عن السيطرة وتوقفت المباراة، في المجمل أظهر الحكم تسعة إنذارات وستة حالات طرد مباشر خلال مائة دقيقة من المباراة التي تأخرت نتيجة شجار بين لاعبي فريقي ريفر بليت وبوكا جونيورز بعد هدف ميجيل بورخا من ركلة جزاء في الوقت بدل الضائع التي حسمت النتيجة لصالح نادي ريفر بليت.

### تفاصيل المباراة
بدأ اللقاء بحذر كبير من جانبين جاءت أولى الفرص التهديفية من اللاعب ساديو ماني في الدقيقة 6 من أجل تسجيل الهدف الأول في شباك نادي الهلال، أهدر ماني الفرصة الأولى بعد انفراده بعد تمريرة رائعة من أيمن يحيى إلا أن تسديدة اللاعب مرت أعلى المرمى، لم يتأخر الرد من الجانب الهلالي عندما تمكن المهاجم الصربي ألكسندر ميتروفيتش من تسجيل هدف الهلال الأول في الدقيقة 7 بعد عرضية من جانب البرازيلي مالكوم فيليب، قابلها المهاجم الصربي برأسية رائعة سكنت الشباك نادي النصر وتألق حارس مرمى نادي الهلال المغربي ياسين بونو في الدقيقة 35، بعد انفراد كريستيانو رونالدو بالمرمى، وعاد ياسين بونو للتألق من جديد في الدقيقة 43، بعد تصويبة قوية من جانب كريستيانو رونالدو، عاود بونو امساك الكرة الثانية الرأسية من جانب البرتغالي أوتافيو مونتيرو.
في الدقيقة 45 في حالة هجومية استقبل ميتروفيتش الكرة من البرازيلي مالكوم داخل المنطقة اعترضه المدافع عبدالإله العمري ويحتجز الكرة في محاولة لحمايتها بدون لمسها للحصول على ركلة مرمى، سريعاً ما استعادها ميتروفيتش قبل خروجها من أرضية الملعب إلا أنه تعثر نتيجة سقط المدافع عبدالإله العمري على ساقه مما اعاقته عن الاستفادة من الكرة مطالباً بجزائية لم يرى فيها الحكم الأرجنتيني ما يستدعي احتساب ركلة جزائية، هذه الحالة الجدلية بين اللاعبين اتبعها بدقيقة واحدة حصول المدافع عبدالإله العمري على بطاقة صفراء في الدقيقة 46 أثر إعاقته مبتروفتيش ويطلق الحكم صافرته بإيقاف اللعب، اعترض فيها لاعبو الهلال بأن استمرار اللعب والاستفادة من افضلية اتاحة الفرصة أفضل للفريق من إيقاف اللعب، انحصر اللعب في وسط الملعب خلال مجريات الشوط الأول من اللقاء دون تشكيل أي خطورة من جانب لاعبي الفريقين، أكثر ما عاب الأداء الهجوم من جانب النصر وقوع لاعبي في مصيدة التسلل. ولم ينجح لاعبو الفريقين في استغلال الفرص القليلة المتاحة في تسجيل أي هدف لينتهي الشوط الأول بتقدم الهلال بهدف دون رد.
مع بداية الشوط الثاني شارك ياسر الشهراني على حساب البرازيلي رينان لودي، في الدقيقة 53 من الشوط الثاني ومن هجمة مرتدة وتناقل الكرة بين مالكوم ميتروفيتش نيفيز سالم ومن ثم مالكوم الذي انطلق ليواجه وجه الحارس الكولومبي أوسبينا الذي لم يجد فرصة لمنع فرصة لصالح الهلال إلا بإعتراض الهجمة ولمس الكرة خارج منطقة الجزاء لمنع مالكوم من المرور نحو المرمى لإضافة الهدف الثاني وبالتالي تعرضه للطرد المباشر من الحكم الأرجنتيني هيريرا في الدقيقة 56 من الشوط الثاني بعد تلقيه العلاج على أرضية الملعب من قبل الجهاز الطبي، قرر كاسترو مدرب النصر إجراء تعديل اضطراري على التشكيل الفني، بخروج اللاعب السنغالي ساديو ماني من ملعب لمشاركة وليد عبدالله في مركز حراسة المرمى لتعويض إقصاء الحارس أوسبينا كما قرر كاسترو مشاركة عبدالرحمن غريب لتعزيز الخط الهجومي بدلًا من المدافع عبدالإله العمري، في محاولة للبحث عن هدف العودة في اللقاء، بعد مرور عشرة دقائق أجرى كاسترو تبديلا آخر في منتصف الملعب بنزول سامي النجعي على حساب الكرواتي بروزوفيتش، من جانب أجرى البرتغالي جيسوس تبديل في وسط الملعب بدخول محمد كنو على حساب كابتن الفريق سلمان الفرج في الدقيقة 74 الخروج الذي رأى فيه الفريق النصراوي استدراك من حصوله على الكرت الأصفر الثاني، زادت متاعب النصر في خط الوسط بإصابة أوتافيو الذي غادر الملعب في الدقيقة 81 ليشارك علي الحسن بديلا له ، لا شك أن إقصاء أوسبينا ترك النصر بعشرة وخروج المحترفين الأحانب، منح فرصة للهلال لاستغلال النقص العددي في صفوفه خصمه لتنفيذ هجمات مرتدة للوصول لمرمى النصر حيث لم يستغل الظهير الأيمن لنادي الهلال سعود عبد الحميد فرصة غي الدقيقة 84 من مرتدة سريعة مع انطلاق ثلاثة لاعبين من نادي الهلال ضد مدافع وحيد، لكن أرسلها عرضية قريبة إلى حارس المرمى وليد عبدالله الذي أمسكها بسهولة، بعدها بدقيقة جاءت الفرصة الأخطر على مرمى النصر من هجمة مرتدة بعد تناقل سريع للكرة بين سالم مالكوم ميشائيل ومن ثم يمررها سالم للمهاجم الصربي ميتروفيش الذي يواجه المرمى لكنه أضاع الفرصة الصريحة لقتل المباراة بعدما مرت تسديده من جانب القائم الأيمن لمرمى النصر بقليل، في الدقيقة 86 استبدال البرازيلي ميشائيل ودخل إلى أرضية المعلب الظهير محمد البريك بديلا عنه لزيادة الجانب الدفاعي وتأمين هدف التقدم الوحيد، ثم أهدر أيمن يحيى من جانب النصر فرصة أخرى بعد تناقل الكرة بينه وبين سامي النجعي داخل منطقة الجزاء.
مع قرب نهاية الشوط الثاني من المباراة استخلص المدافع علي البليهي الكرة من لاعب نادي النصر سامي النجعي ويخرج الكرة لرميه تماس لنادي النصر في الدقيقة 86 الحالة التي شهدت مناوشه بين اللاعبين عرضت البليهي لحالة طرد بعدما تدخله على لاعب نادي النصر سامي النجعي بالرأس بدون كرة، ليشهر الحكم في وجه المدافع علي البليهي البطاقة والحمراء بعد ثواني من تلقيه البطاقة الصفراء، الحالة التي أثارت غضب البرتغالي روبن نيفيز والصربي ميتروفيتش تجاه على البليهي في ظل اقتراب نهاية المباراة، الصدمة التي لم تدم طويل حيث استئناف النصر لعب رمية التماس لداخل منطقة خط الستة أستثمرها أيمن يحيى بكرة رأسية ويحولها للمرمى ياسين بونو ويحرز هدف التعادل في الدقيقة 88 من الشوط الثان، وكلل جهوده بإحراز هذا الهدف وقدم مستوى كبير خلال مباراة، بالرغم من أن خروج علي البليهي بحالة طرد بالبطاقة الحمراء في اللحظات الحرجة حيث تمكن نادي من النصر سجل هدف التعادل مباشرة، إلا أن المدافع السنغالي خاليدو كوليبالي لم يلتزم التحفظ في التدخلات حيث تحصل على إنذار أصفر ثاني في الدقيقة 89 ويخرجه هو الأخر بالبطاقة الحمراء بعد تدخل متهور بالساق على رأس حارس نادي النصر وليد عبدالله أثر كرة عرضية من الجهة اليسرى ارسالها سالم الدوسري تمكن وليد من امساكها بسهولة، بعد حالة الطرد الثاني عمل جيسوس اعادة تشكيل الفريق بإشارك المدافع حسان تمبكتي بدلا عن محمد البريك بعد دقائق قليلة من مشاركته كلاعب بديل للبرازلي ميشائيل لتغطيه مركز قلب الدفاع مع روبن نيفيز، مع انقلب أحدث المباراة فرط نادي النصر في فوز تاريخي على غريمه النادي الهلال كان ليكون سهلاً مع عامل النقص العددي في ظل طرد لاعبين قلب الدفاع الهلال في نهاية المطاف انتهت الأشواط الإضافية بالتعادل الإيجابي 1-1 ويحتكم الفريقين إلى ركلات الترجيح لتحديد الفريق القائز بالبطولة.
| الهلال | 1 - 1 (ب.و.إ.) | النصر |
| --- | -------------- | --- |
| ألكساندر ميتروفيتش 7' · رينان لودي 22' · خاليدو كوليبالي 28' 90' · سلمان الفرج 33' · ميشائيل ديلغادو 40' · علي البليهي 87' 87' · ياسر الشهراني 98' · محمد كنو 108' | تقرير          | 26' أوتافيو · 45+1' عبد الإله العمري · 56' دافيد أوسبينا · 88' أيمن يحيى · 106' أليكس تيليس · 120+1' سلطان الغنام |
| ركلات الترجيح |                | |
| روبن نيفيز · ألكساندر ميتروفيتش · محمد كنو · حسان تمبكتي · عبدالله الحمدان · سعود عبد الحميد · ناصر الدوسري                                                        | 5 - 4          | أليكس تيليس · كريستيانو رونالدو · سامي النجعي · عبد الرحمن غريب · علي لاجامي · علي الحسن · مشاري النمر            |

| طقم الحارس | الهلال | النصر | طقم الحارس |

|             |    | التشكيل الاساسي للفريق: |         |       |
| GK          | 37 | ياسين بونو              |         |       |
| LB          | 6  | رينان لودي              | 22'     | 46'   |
| CB          | 5  | علي البليهي             | 87' 87' |       |
| CB          | 3  | خاليدو كوليبالي         | 28' 90' |       |
| RB          | 66 | سعود عبد الحميد         |         |       |
| DM          | 7  | سلمان الفرج             | 33' 74' |       |
| DM          | 8  | روبن نيفيز              |         |       |
| LW          | 29 | سالم الدوسري            | 110'    |       |
| AM          | 77 | مالكوم                  | 109'    |       |
| RW          | 96 | ميشائيل ديلغادو         | 40'     | 86'   |
| FW          | 9  | ألكساندر ميتروفيتش      |         |       |
| البدلاء:    |    |                         |         |       |
| GK          | 21 | محمد العويس             |         |       |
| LB          | 12 | ياسر الشهراني           | 46'     | 98'   |
| CB          | 87 | حسان تمبكتي             | 90+7'   |       |
| RB          | 2  | محمد البريك             | 86'     | 90+7' |
| CM          | 16 | ناصر الدوسري            | 109'    |       |
| CM          | 28 | محمد كنو                | 74'     | 108'  |
| LW          | 56 | محمد القحطاني           |         |       |
| CF          | 14 | عبد الله الحمدان        | 110'    |       |
| FW          | 11 | صالح الشهري             |         |       |
| المدرب:     |    |                         |         |       |
| جورجي جيسوس |    |                         |         |       |

|             |    | التشكيل الاساسي للفريق: |        |     |
| GK          | 26 | دافيد أوسبينا           | 56'    |     |
| LB          | 15 | أليكس تيليس             | 106'   |     |
| CB          | 5  | عبد الإله العمري        | 45+1'  | 59' |
| CB          | 78 | علي لاجامي              |        |     |
| RB          | 2  | سلطان الغنام            | 120+1' |     |
| DM          | 17 | عبد الله الخيبري        |        |     |
| LW          | 10 | ساديو ماني              | 59'    |     |
| CM          | 77 | مارسيلو بروزوفيتش       | 69'    |     |
| CM          | 25 | أوتافيو                 | 26'    | 81' |
| RW          | 23 | أيمن يحيى               | 105'   |     |
| FW          | 7  | كريستيانو رونالدو       | القائد |     |
| البدلاء:    |    |                         |        |     |
| GK          | 33 | وليد عبد الله           | 59'    |     |
| LB          | 24 | محمد قاسم               |        |     |
| CB          | 4  | محمد آل فتيل            |        |     |
| RB          | 12 | نواف بوشل               |        |     |
| DM          | 19 | علي الحسن               | 81'    |     |
| CM          | 14 | سامي النجعي             | 69'    |     |
| CM          | 8  | عبد المجيد الصليهم      |        |     |
| AM          | 29 | عبد الرحمن غريب         | 59'    |     |
| CF          | 30 | مشاري النمر             | 105'   |     |
| المدرب:     |    |                         |        |     |
| لويس كاسترو |    |                         |        |     |

| طاقم التحكيم الحكام المساعدين: ميغيل سافوراني (الأرجنتين) سيباستيان رانييري (الأرجنتين) الحكم الرابع: سيباستيان زونينو (الأرجنتين) حكم تقنية الفيديو: جورجي بالينو (الأرجنتين) مساعد حكم تقنية الفيديو: سيلفيو تريكو (الأرجنتين) | قانون المباراة: - يقام نهائي المسابقة من مباراة واحدة بنظام خروج المغلوب. - تلعب المباراة من 90 دقيقة مقسومة إلى شوطين مدة كل شوط 45 دقيقة. - تلعب أشواط إضافية في حال استمرار التعادل من 30 دقيقة مقسومة إلى شوطين مدة كل شوط 15 دقيقة. - تطبق قاعدة ركلات الجزاء الترجيحية في حال استمرار التعادل في الأشواط الإضافية. - تواجد تسع بدلاء على مقاعد الاحتياط، يمكن إجراء ما يصل إلى خمسة تغيرات، بالإضافة إلى إمكانية تغيير سادس في حال وصول المباراة للأشواط الإضافية. - ضمن طرفي النهائي المشاركة في بطولة كأس السوبر السعودي 2024. - يحصل البطل على جائزة مالية قدرها (عشرة ملايين ريال) إضافة لحصوله على ميدالية ذهبية فيما يحصل الوصيف على ميدالية فضية. |